# Probarbus
A Probarbus  a csontos halak (Osteichthyes) főosztályának sugarasúszójú halak (Actinopterygii)  osztályába, a pontyalakúak (Cypriniformes) rendjébe, a pontyfélék (Cyprinidae) családjába, és az Barbinae alcsaládjába tartozó nem.

## Rendszerezés
A nemhez az alábbi 3 faj tartozik:
- Probarbus jullieni
- Probarbus labeamajor
- Probarbus labeaminor